# Kontinuum (teorija skupova)
Kontinuum je pojam iz teorije skupova. On znači realni brojevi ili odgovarajući (beskonačni) kardinalni broj, {\displaystyle {\mathfrak {c}}}. Georg Cantor dokazao je da je kardinalnost {\displaystyle {\mathfrak {c}}} veća od najmanje beskonačnosti, poimence {\displaystyle \aleph _{0}}. Također je dokazao da je {\displaystyle {\mathfrak {c}}} jednak {\displaystyle 2^{\aleph _{0}}}, kardinalnosti partitivnog skupa prirodnih brojeva. 
Kardinalnost kontinuuma je veličina skupa realnih brojeva. Hipoteza kontinuuma kaže da nema kardinalosti između one od kontinuuma i one od prirodnih brojeva, {\displaystyle \aleph _{0}}.